# Michael Blumhagen
Michael Blumhagen (* 1958 in Schwerin) ist ein deutscher Bildhauer und Galerist und Vertreter der Jenaer DDR-Opposition.

## Leben
Sein Vater war der Dirigent Günter Blumhagen. Seit 1977 lebte und arbeitete Michael Blumhagen in Graitschen bei Bürgel, in der Nähe der Universitätsstadt Jena. Sein Haus entwickelte sich zum beliebten Treffpunkt für Künstler, Oppositionelle und jugendliche Aussteiger. Seit Anfang der achtziger Jahre war Blumhagen mit Matthias Domaschk, Roland Jahn, Gerold Hildebrand, Thomas Kretschmer, Petra Falkenberg und anderen aktiv in der Jenaer Friedensbewegung.
Zur Erinnerung an Matthias Domaschk, der am 12. April 1981 in der Untersuchungshaftanstalt des Ministeriums für Staatssicherheit Gera verstorben war, stellten Freunde Domaschks am 9. April 1982 eine Sandsteinskulptur auf dem  Johannisfriedhof (Jena) auf. Die von Blumhagen geschaffene Plastik zeigte einen trauernden, Schutz suchenden Menschen mit den Lebensdaten Domaschks. Im Auftrag des Ministeriums für Staatssicherheit wurde die 200 Kilogramm schwere Skulptur in den Abendstunden des 11. April 1982  entfernt. Nach deren Verbleib forschend, teilte man Blumhagen mit, sie sei beschlagnahmt, später hieß es, sie sei von „Unbekannten“ gestohlen worden. Der konspirativ durchgeführte Abbau wurde von Roland Jahn fotografisch dokumentiert und vom Wochenjournal Der Spiegel veröffentlicht.
Blumhagen erhielt im Juni 1982 einen außerterminlichen Einberufungsbefehl zum Reservistendienst der Nationalen Volksarmee (NVA), ein häufig von den Behörden gegenüber missliebigen Personen und Oppositionellen eingesetztes Disziplinierungsinstrument. Da er bereits seinen aktiven Wehrdienst abgeleistet hatte, verweigerte Blumhagen die Einberufung und erklärte, den Dienst als Sozialen Friedensdienst oder als Bausoldat abzuleisten. Dies war für Reservisten rechtlich nicht vorgesehen. Nach Haussuchen und nachdem Interventionen u. a. bei Hermann Kant und Erich Honecker scheiterten, stellte sich Blumhagen am 15. Juni 1982 den Behörden. Seine Verurteilung erfolgte im Juli 1982. Blumhagens Haus in Graitschen bei Bürgel wurde baupolizeilich gesperrt und wegen angeblicher Baufälligkeit abgerissen. Nach Protesten aus dem In- und Ausland und nachdem Blumhagen in der Haft einen Ausreiseantrag gestellt hatte, wurde er im
Dezember 1982 aus der Staatsbürgerschaft der DDR entlassen und in die Bundesrepublik  Deutschland abgeschoben.
Blumhagen ließ sich in West-Berlin nieder, war von hier aus für die DDR-Opposition aktiv und regte vor dem Hintergrund der atomaren Hochrüstung dieser Jahre u. a. den Abschluss persönlicher Friedensverträge zwischen Ost- und Westdeutschen an. Er organisierte in Berlin-Kreuzberg Straßenfeste und Künstlertreffpunkte und baute sich eine Existenz als Galerist, Gastronom und im Feinkosthandel mit Italien auf. Blumhagen lebt und arbeitet in Berlin und in Poppi, Provinz Arezzo (Italien).